# Blairlogie (Schottland)
Blairlogie ist eine Siedlung in der schottischen Council Area Stirling, wo sie zur Community Council Area Logie gehört.

## Lage
Blairlogie liegt an der östlichen Grenze zum benachbarten Clackmannanshire in der traditionellen schottischen Grafschaft Perthshire am Fuße des Dumyat. Etwa vier Kilometer südwestlich befindet sich Stirling und sechs Kilometer südöstlich Alloa. Blairlogie ist das östlichste der Hillfoots Villages, einer Reihe von Ortschaften an den südlichen Hängen der Ochil Hills und das einzige in der Verwaltungsregion Stirling gelegene. Das nächstgelegene Hillfoot Village ist Menstrie im Osten.

## Geschichte
Auf den Dumyat befindet sich das Dumyat Fort, ein eisenzeitliches Hillfort. Am Nordrand der Ortschaft entstand im 16. Jahrhundert das Tower House Blairlogie Castle. Zwischen 1598 und 1609 war der Dichter Alexander Hume Pfarrer der Dorfkirche.
Im Jahre 1961 verzeichnete Blairlogie 70 Einwohner, was einen Rückgang seit dem Jahre 1881 mit 94 Einwohnern bedeutet.

## Verkehr
Es ist durch die A91 (Bannockburn–St Andrews) direkt an das Fernstraßennetz angeschlossen. In Stirling sind außerdem die A9 (Polmont–Scrabster) sowie die M9 innerhalb weniger Kilometer erreichbar.

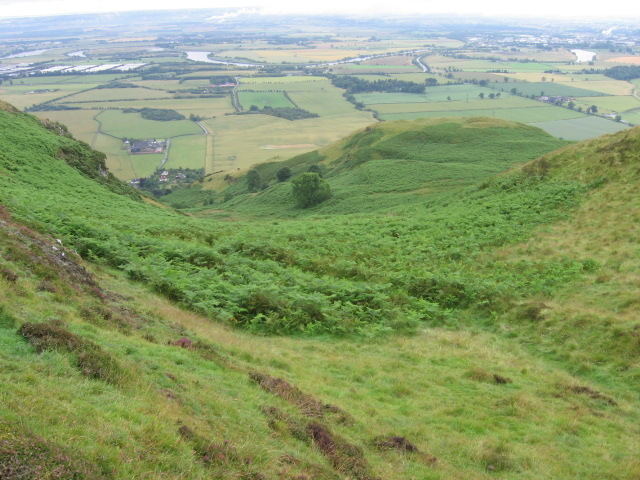
Blairlogie am Fuß des Dumyat
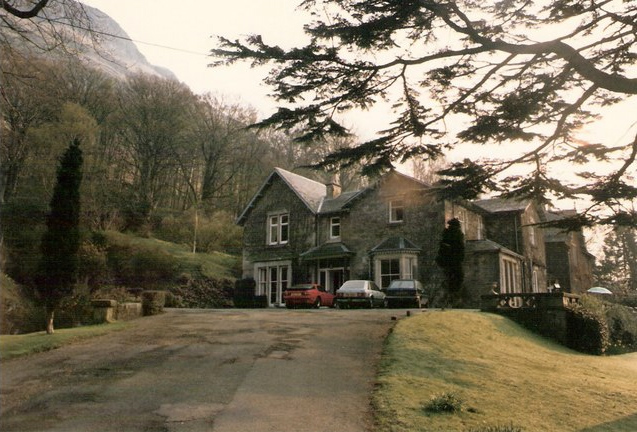
Blairlogie House
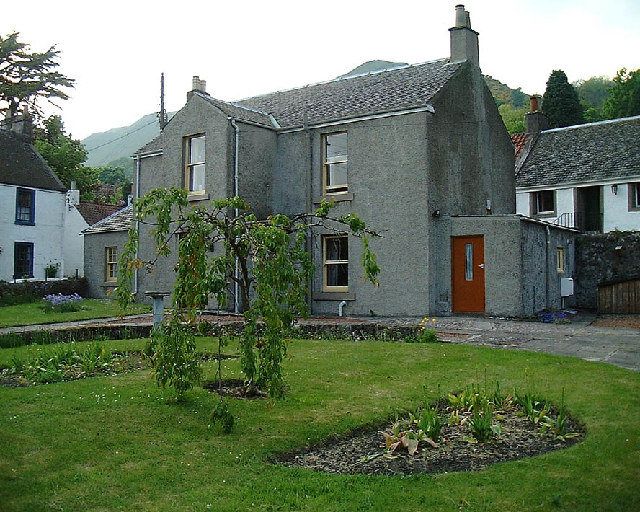
Ältestes Gebäude von Blairlogie